# Прекрасный день по соседству
«Прекрасный день по соседству» (англ. A Beautiful Day in the Neighborhood) — американский биографический драматический фильм режиссёра Мариэль Хеллер по сценарию Мики Фитцермана-Блю и Ноа Харпстера. Главные роли в картине исполняют Том Хэнкс, Мэттью Риз, Сьюзан Келечи Уотсон и Крис Купер.
Фильм получил положительные отзывы критиков, отметивших режиссуру, сценарий, а также актёрские работы Хэнкса и Риза. За свою актёрскую работу Хэнкс получил номинации на премии «Оскар», BAFTA, «Выбор кинокритиков», «Золотой глобус» и Гильдии киноактёров США.

## Сюжет
Циничный журналист Ллойд Фогель (Мэттью Риз) неохотно принимает задание написать статью о телеведущем Фреде Роджерсе (Том Хэнкс), но вскоре после встречи с ним понимает, что его взгляды на жизнь изменились.

## Актёрский состав
- Том Хэнкс — Фред Роджерс
- Мэттью Риз — Ллойд Фогель (прототип — Том Джунод[англ.])
- Сьюзан Келечи Уотсон — Андреа Фогель
- Крис Купер — Джерри Фогель
- Мариэнн Планкетт — Джоэнн Роджерс
- Энрико Колантони — Билл Айслер
- Уэнди Маккена — Дороти
- Тэмми Бланчард — Лоррейн
- Ноа Харпстер — Тодд
- Кристин Лахти — Эллен
- Кармен Кьюсак — Марджи
- Джессика Хект — Лила Фогель
- Мэдди Корман — Бетти Эберлин
- Дэниел Крелл — Дэвид Ньюэлл

## Производство
В январе 2018 года было объявлено, что Том Хэнкс исполнит роль телеведущего Фреда Роджерса в фильме, режиссурой которого займётся Мариэль Хеллер. Сценарий фильма был написан Микой Фитцерманом-Блю и Ноа Харпстером, и в 2013 году вошёл в Чёрный список лучших сценариев. В июле 2018 года к фильму присоединился Мэттью Риз. В августе к актёрскому составу присоединился Крис Купер. В сентябре того же года к фильму присоединилась Сьюзан Келечи Уотсон. В октябре было объявлено, что в каст фильма также вошли Энрико Колантони, Марианн Планкетт, Тэмми Бланчард, Уэнди Маккена, Сакина Джаффри, Кармен Кьюсак, Ноа Харпстер и Мэдди Корман.
Съёмки фильма начались 10 сентября 2018 в Питтсбурге и завершились 9 ноября 2018 года. 12 октября 2018 года звукорежиссёр Джеймс Эмсвиллер перенёс сердечный приступ и упал с балкона второго этажа. Он был доставлен в больницу, где скончался.
27 декабря 2018 года было объявлено, что фильм получил официальное название «Прекрасный день по соседству».

## Релиз
Мировая премьера фильма состоялась 7 сентября 2019 года в рамках международного кинофестиваля в Торонто. Он был выпущен в прокат на территории США 22 ноября 2019 года. Премьера фильма в России состоялась 6 февраля 2020 года.

## Отзывы
Фильм получил положительные отзывы критиков. На интернет-агрегаторе Rotten Tomatoes он имеет рейтинг 95% на основе 372 рецензий. Metacritic дал фильму 80 баллов из 100 возможных на основе 50 рецензий, что соответствует статусу «преимущественно положительные отзывы».

## Награды и номинации
| Премия                         | Категория                         | Номинант                         | Результат |
| ------------------------------ | --------------------------------- | -------------------------------- | --------- |
| «Оскар»                        | Лучшая мужская роль второго плана | Том Хэнкс                        | Номинация |
| «Золотой глобус»               | Лучшая мужская роль второго плана | Том Хэнкс                        | Номинация |
| BAFTA                          | Лучшая мужская роль второго плана | Том Хэнкс                        | Номинация |
| «Выбор критиков»               | Лучшая мужская роль второго плана | Том Хэнкс                        | Номинация |
| «Выбор критиков»               | Лучший адаптированный сценарий    | Мика Фитцерман-Блю, Ноа Харпстер | Номинация |
| «Спутник»                      | Лучшая мужская роль второго плана | Том Хэнкс                        | Номинация |
| Премия Гильдии киноактёров США | Лучшая мужская роль второго плана | Том Хэнкс                        | Номинация |
| Премия Гильдии сценаристов США | Лучший адаптированный сценарий    | Мика Фитцерман-Блю, Ноа Харпстер | Номинация |